# O Que na Verdade Somos
O Que na Verdade Somos é o quinto álbum de estúdio da banda de rock cristão Fruto Sagrado e o sexto disco do grupo, lançado em janeiro de 2003. O repertório traz dentre as quatorze faixas a regravação de "Involução", presente no disco Na Contramão do Sistema (1993), além de mesclar sonoridades regionais no disco.
A obra também foi a primeira da banda lançada pela gravadora MK Music e teve a participação do cantor João Alexandre na canção "O Sangue de Abel". O álbum trouxe uma sonoridade mais pesada à banda, mesclando estilos que vão desde o new metal até a música eletrônica. O hit "A Sanguessuga" recebeu uma versão heavymix, produzida por Amaury Fontenele, com algumas estrofes a mais.
Apesar de na época o disco representar o auge da popularidade da banda, as crises internas foram as mais intensas. O grupo, enquanto seguia turnê, deu "férias" ao tecladista Bênlio Bussinguer, que queixou-se ter a maioria de seus teclados gravados descartados do disco. Meses depois, o músico saiu da banda, e o vocalista Marcão processou-o. Mais tarde, Marcão perdeu o processo na justiça.
Mesmo com as polêmicas, O que na Verdade Somos foi um sucesso de crítica e público. O álbum foi eleito o 5º melhor disco da década de 2000, de acordo com lista publicada pelo Super Gospel. Em 2015, foi considerado, por vários historiadores, músicos e jornalistas, como o 75º maior álbum da música cristã brasileira, em uma publicação.

## Faixas
| N.º | Título                                  | Duração |  |
| 1.  | "Desesperado"                           | 4:50    |  |
| 2.  | "A Sanguessuga"                         | 4:00    |  |
| 3.  | "Não Quero mais Acordar Assim"          | 4:06    |  |
| 4.  | "De Deus não se Zomba"                  | 6:29    |  |
| 5.  | "Vício"                                 | 3:43    |  |
| 6.  | "O Que na Verdade Somos"                | 4:56    |  |
| 7.  | "Uma Noite de Paz"                      | 4:31    |  |
| 8.  | "Ser tão Sertão"                        | 0:47    |  |
| 9.  | "Involução 2003"                        | 4:37    |  |
| 10. | "O Sonho do Profeta"                    | 4:34    |  |
| 11. | "Ninguém me Encontrará entre os Fracos" | 3:54    |  |
| 12. | "Diferente dos Anjos"                   | 4:08    |  |
| 13. | "O Sangue de Abel"                      | 5:06    |  |
| 14. | "A Sanguessuga (Heavymix)"              | 7:39    |  |

## Ficha técnica
| Críticas profissionais | Críticas profissionais |
| Avaliações da crítica  | Avaliações da crítica  |
| Fonte                  | Avaliação              |
| ---------------------- | ---------------------- |
| O Propagador           | [ 9 ]                  |
| Super Gospel           | (favorável)            |
| Universo Musical       | (favorável)            |

Banda
- Marcão – baixo, vocal
- Bênlio Bussinguer – teclado
- Bene Maldonado – guitarra, violão, backing vocals
- Sylas Jr. – bateria

Músicos adicionais
- Francisco Falcon – baixo
- Amaury Fontenele – composição e mixagem na faixa "14"
- João Alexandre – vocal em "O Sangue de Abel"